# جو یون هی
جو یون هی (انگلیسی: Jo Yoon-hee؛ زادهٔ ۱۳ اکتبر ۱۹۸۲) بازیگر اهل کره جنوبی است. وی از سال ۱۹۹۹ میلادی تاکنون مشغول فعالیت بوده‌است.
از فیلم‌ها یا برنامه‌های تلویزیونی که وی در آن نقش داشته‌است می‌توان به خانواده جدید اشاره کرد.